# Свини (Тексас)
Свини (енгл. Sweeny) град је у америчкој савезној држави Тексас. По попису становништва из 2010. у њему је живело 3.684 становника.

## Демографија
Према попису становништва из 2010. у граду је живело 3.684 становника, што је 60 (1,7%) становника више него 2000. године.
| Група             | 2000.         | 2010.         |
| Белци             | 2.502 (69,0%) | 2.290 (62,2%) |
| Афроамериканци    | 572 (15,8%)   | 720 (19,5%)   |
| Азијати           | 15 (0,4%)     | 16 (0,4%)     |
| Хиспаноамериканци | 497 (13,7%)   | 604 (16,4%)   |
| Укупно            | 3.624         | 3.684         |